# Dioscorea hastifolia
Dioscorea hastifolia là một loài thực vật có hoa trong họ Dioscoreaceae. Loài này được Nees mô tả khoa học đầu tiên năm 1846.